# 暗黒流体
暗黒流体（あんこくりゅうたい）とは、ダークマター・ダークエネルギーの候補となる物質の一つであり、負の質量を持つと考えられている。この暗黒流体は宇宙空間において連続的に作り出されていると考えられる。2018年12月にオックスフォード大学のジェイミー・ファーンズが論文で発表したが、あくまで仮説だったのにも拘らず、科学的事実として確定したかのような報道が多く行われたため問題となった。